# Rassemblement pour la culture et la démocratie
Le Rassemblement pour la culture et la démocratie (RCD) (en arabe : التجمع من أجل الثقافة والديمقراطية, kabyle : Agraw i Yidles d Tugdut, G.D.G.), est un parti politique algérien créé le 9 février 1989. Saïd Sadi, un des membres fondateurs, est l'ancien président du parti. En juin 2022, Atmane Mazouz est élu président.
Le RCD se définit comme un parti laïc et affirme représenter « tous les Algériens ». Lors des élections locales du 29 novembre 2007, le RCD obtient la majorité dans 72 communes réparties sur 17 wilayas du pays.

## Statut
« Le peuple algérien a une histoire multimillénaire. Au cours de cette longue histoire, diverses cultures ont constitué des apports qui déterminent sa personnalité. En plus d'autres éléments culturels et historiques, la Maghrébinité, l'africanité et la méditerranéité constituent avec les éléments définis par la Constitution les valeurs essentielles de l'identité nationale. »
« La lutte de libération a cimenté la conscience algérienne, support fondamental de l'unité nationale[...]. »

## Histoire
Saïd Sadi, médecin de formation, Ferhat Mehenni, diplômé en sciences politiques, Mustapha Bacha, syndicaliste,sont les membres fondateurs officiels du RCD.
Les 9 et 10 février 1989, les assises du Mouvement culturel berbère (MCB donnent naissance au Rassemblement pour la culture et la démocratie (RCD). Deuxième parti après le Front islamique du salut (FIS) à déposer son dossier d'agrément le 16 août 1989, il organise les 15 et 16 décembre de la même année son congrès constitutif. Ce parti qui se déclare se situer au centre gauche, affichant un profil « social-démocrate ». Son siège est à Alger. Il apparaît plus comme un parti de cadres et d'universitaires. Membre fondateur, Mokrane Ait Larbi démissionne en 1990. Le 12 juin 1990, le RCD participe aux premières élections municipales pluralistes au moment où le FFS, son principal rival les boycotte, le RCD rafle 87 communes sur les 1 541 existantes. Après le FIS, c'est la seule formation politique  nouvellement fondée à émerger à l'occasion de cette élection. Au lendemain des élections législatives de 1991, elle avait, par intermédiaire de son secrétaire général Saïd Sadi, clairement appelé de ses vœux l'annulation des résultats.

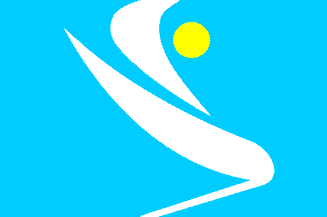
Drapeau du Rassemblement pour la Culture et la Démocratie.

Saïd Sadi obtient 1 200 000 voix (9,6%) lors de l'élection présidentielle de novembre 1995 boycottée par les partis d'opposition signataires de la plate-forme de Sant'Egidio. En juin 1995, le membre actif du RCD Hakim Kasdi est assassiné. Le gouvernement est remanié fin 1995, mais Sadi préfère alors rester dans l'opposition. Cette ascension est confirmée par les législatives de juin 1997, à l'issue desquelles il entre à l'Assemblée populaire nationale avec 19 députés. Malgré son absence du Conseil de la nation, le RCD s'impose comme la sixième formation politique du pays. Saïd Sadi, qui est intronisé par le congrès (de conformité) du 26 février 1998 comme président du parti, ne participera pas aux élections présidentielles anticipées du 15 avril 1999 et décide plutôt de mener une campagne pour un «boycott actif ». Cela ne l'empêchera pas de faire partie de la coalition gouvernementale - aux côtés des islamistes - formée le 24 décembre 1999 avec deux ministres: Amara Benyounès à la Santé et Hamid Lounaouci aux Transports. Le RCD décide à l'occasion d'un conseil national tenu le 1er mai 2001 de retirer ses ministres du gouvernements. L'argument avancé est qu'il ne pouvait continuer à sièger dans un gouvernement qui tire sur la foule, faisant ainsi allusion aux 126 victimes du printemps noir tombés sous les balles de la gendarmerie.
Le 9 mars 2012, lors d'un discours d'ouverture du 4e congrès du RCD, Saïd Saadi annonce qu'il ne briguera pas un nouveau mandat de président du RCD. Le docteur a décidé de se retirer de la présidence de son parti pour devenir un simple militant. « Avec une conscience sereine et une pleine confiance en l’avenir, je vous annonce ma décision de ne pas me représenter au poste de président du RCD », a-t-il dit aux congressistes.
Le 10 mars 2012, Mohcine Belabbas, député d'Alger est élu président du RCD, à l'issue du congrès du parti, tenu à Alger.
Le RCD annonce le 20 mars 2021 qu'il boycottera les élections législatives algériennes de 2021.
Dans la répression contre les militants politiques qui suit le Hirak, le ministère de l'Intérieur interdit au RCD d'utiliser ses locaux pour abriter des réunions politiques ou associatives « illégales ». Le 10 janvier 2022, le RCD annonce que son président, Mohcine Belabbas, est placé sous contrôle judiciaire par le juge d'instruction. En janvier 2022, au lendemain du gel par  Conseil d’État des activités du Parti socialiste des Travailleurs (PST), le RCD déclare que cette décision  « n’est autre qu’une remise en cause du pluralisme et de l’exercice politiques, des acquis chèrement arrachés » et dénonce « l’acharnement administratif et judiciaire » qui le « cible » ainsi que son président, Mohcine Belabbas , en estimant que cela « signe une dérive autoritaire inqualifiable et inadmissible ».
Le parti renouvelle sa direction le 3 juin 2022 avec l'élection d'Atmane Mazouz en tant que président du parti.

## Congrès
- 1er congrès (1989) ;
- 2e congrès (1998) ;
- 3e congrès (2007) ;
- 4e congrès (2012) ;
- 5e congrès (2018) ;
- 6e congrès (2022)

## Ministres
| Ministre        | Ministère                     | Gouvernement                                  | Début            | Fin          |
| --------------- | ----------------------------- | --------------------------------------------- | ---------------- | ------------ |
| Amara Benyounès | Ministère de la Santé         | Gouvernement Benbitour                        | 23 décembre 1999 | 26 août 2000 |
| Hamid Lounaouci | Ministère des Transports      | Gouvernement Benbitour Gouvernement Benflis I | 23 décembre 1999 | 31 mai 2001  |
| Amara Benyounès | Ministère des Travaux Publics | Gouvernement Benflis I                        | 26 août 2000     | 31 mai 2001  |